# ناهم‌ریسگی
در قارچ‌ها اگر هاگ جنسی در نتیجه ترکیب هسته یک ریسه (تال) با هسته ریسه دیگر به‌وجود آید، به این حالت ناهم‌ریسگی یا هتروتالیسم (انگلیسی: Heterothallism) می‌گویند. 
به تعریف دیگر، ناهم‌ریسگی ویژگی گونه قارچی است که در آن تولید مثل جنسی تنها با لقاح دو ریسه از لحاظ ژنتیکی متفاوت (دارای سازگاری جنسی) امکان‌پذیر باشد.